# فريق عمل المجلس
فريق عمل المجلس أو مجموعة العمل هي هيئة تحضيرية لمجلس الاتحاد الأوروبي. يضم أكثر من 150 فريق عمل يتولى مهمة الفحص الأولي للمقترحات التشريعية التي تقدمها المفوضية الأوروبية وتلعب دوراً في نهاية الإجراءات التشريعية للاتحاد الأوروبي خلال الاجتماعات الثلاثية.
تتكون فرق العمل من مجموعة من الموظفين المدنيين من الدول الأعضاء والمفوضية الأوروبية والأمانة العامة للمجلس ويرأسها الدولة العضو التي تتولى الرئاسة الدورية للمجلس.
ويرى الباحثون أن مجموعات العمل تتخذ بشكل غير رسمي الجزء الأكبر من قرارات المجلس.

## الأساس القانوني
الأساس القانوني لفرق العمل التابعة للمجلس هو المادة 19(3) من النظام الداخلي للمجلس. حيث بموجب هذه القاعدة يجوز إنشاء مجموعات عمل من قبل أو بموافقة لجنة الممثلين الدائمين بهدف القيام ببعض الأعمال التحضيرية أو الدراسات المحددة مسبقاً. وبالتالي، فإن إنشاء أي مجموعة عمل تابعة للمجلس تتطلب موافقة لجنة الممثلين الدائمين.

## الوظيفة

### الفحص الأولي لمقترحات المفوضية
في الإجراء التشريعي للاتحاد الأوروبي، تمتلك المفوضية الأوروبية (مع بعض الاستثناءات النادرة) الحق الحصري في اقتراح تشريعات أوروبية ‏ جديدة. إذا اقترحت المفوضية الأوروبية تشريعاً جديداً، يتم تقديم هذا الاقتراح (يُطلق عليه أيضاً "الملف") إلى فريق عمل تابع للمجلس لإجراء فحص أولي. وتقرر رئاسة المجلس الحالية مجموعة العمل التي ستتولى مهمة دراسة الاقتراح.
في فريق عمل المجلس، يتم تمثيل كل دولة عضو من قبل موظفيها المدنيين، الذين يأتون إما من وزاراتهم أو من ممثلياتهم الدائمة. ويقوم أعضاء فريق العمل بدراسة مقترح اللجنة ودراسة ما إذا كان المقترح متوافقاً مع النظام القانوني للدولة العضو المعنية وما إذا كانت سياساتها مقبولة لحكومتها الوطنية. وللقيام بهذا العمل فهم يتلقون تعليمات من حكومتهم . خلال جلسات فريق العمل، تقع على عاتق موظفي الخدمة المدنية في المفوضية الأوروبية مهمة شرح مقترحاتهم والدفاع عنها.
تنتهي دراسة مقترحات المفوضية إذا كانت رئاسة المجلس تخلص إلى أن هناك ما يكفي من الدعم لتبني موقف مشترك للمجلس بشأن الملف، وهو ما يسمى بالنهج العام. ومع ذلك، لا يتم إجراء أي تصويت في فرق العمل.
ثم تقوم رئاسة المجلس بعرض موقف فريق العمل بشأن الملف على لجنة الخبراء للتصويت عليه. وفي لجنة الممثلين الدائمين، يتم تمثيل الدول الأعضاء من خلال ممثليها الدائمين، وبالتالي على مستوى السفراء. إذا نجح التصويت، ينتقل الملف إلى مجلس الاتحاد الأوروبي على المستوى الوزاري لإجراء تصويت نهائي آخر على النهج العام.

### خلال الاجتماعات الثلاثية
تلعب فرق العمل التابعة للمجلس أيضًا دورًا أثناء الاجتماعات الثالاثية وهي مفاوضات بين المؤسسات في العملية التشريعية الأوروبية بين البرلمان الأوروبي والمجلس والمفوضية الأوروبية. خلال هذه المفاوضا، يتعين التوصل إلى حل وسط بين مواقف المؤسسات الأوروبية الثلاث.
وتتولى رئاسة المجلس التفاوض نيابة عن المجلس خلال الاجتماعات الثلاثية. غالبًا ما يتم تمثيل الرئاسة بواسطة سفير أو رئيس مجموعة العمل المعنية. ويتعين على الرئاسة أن تقدم تقريراً إلى الدول الأعضاء لإطلاعها على تقدم المفاوضات. ويتم ذلك في أغلب الأحيان من خلال إبلاغ فريق عمل المجلس شفوياً بالإضافة إلى مشاركة وثيقة محدثة مكونة من أربع أعمدة حيث تحتوي على اقتراح المفوضية في عمودها الأول، وموقف البرلمان الأوروبي في عمودها الثاني، والنهج العام للمجلس في عمودها الثالث، وأخيرًا موقف التسوية الحالي في عمودها الرابع. خلال جلسات فريق العمل، يمكن للدول الأعضاء تقديم ملاحظات وتوجيهات إلى الرئاسة بشأن آرائها فيما يتعلق بمواقف التسوية المختلفة. وهذا أمر بالغ الأهمية لأن موقف التسوية الذي تم تبنيه خلال الثلاثية يحتاج إلى الموافقة الرسمية من جانب لجنة الخبراء والمجلس (على المستوى الوزاري)، وبالتالي فإن تأمين الدعم الكافي له أمر ضروري.

## عدد فرق عمل المجلس وجدول الاجتماعات
تتولى الأمانة العامة للمجلس مهمة توفير قائمة عامة بالهيئات التحضيرية للمجلس  ولا يجوز إلا لفرق العمل المدرجة في هذه القائمة الاجتماع كهيئات تحضيرية للمجلس.
يختلف جدول الاجتماعات بين فرق العمل المختلفة إلى حد كبير. بعضهم يجتمعون كل أسبوع، والبعض الآخر كل ستة أشهر فقط.

## الأهمية في عملية صنع القرار في المجلس
حصلت عملية اتخاذ القرار في فرق العمل على تقييم عالي لأهمية ذلك. وقد زعم الباحث هاج أنه في حين أن فرق العمل تقوم فقط بـإعداد عمل الوزراء، إلا أنها في الواقع تتخذ غالبية قرارات المجلس. ويبرر هذا الموقف الملاحظة التي مفادها أنه إذا تم التوصل إلى توافق على مستوى فريق العمل، فإن هذا القرار عادة ما يتم الموافقة عليه رسمياً من قبل لجنة الممثلين الدائمين والمجلس دون أي مناقشة جوهرية. وبالمثل، خلص أوندريج دوليزيل، وهو وكيل مؤقت للمفوضية الأوروبية، إلى أن 70-99 في المائة من محتوى التشريعات يتم تصنيفه من قبل فرق العمل. 
ونظراً لأهمية عمل فرق العمل التابعة للمجلس، ظهرت هناك انتقادات مفادها أن مداولات فرق العمل غير علنية وبالتالي يكون من الصعب تحقيق الرقابة الديمقراطية على عملها.

## الملاحظات
1. ↑  The list may be accessed here: Council preparatory bodies.